# Ernst Molden (Journalist)
Ernst Hermann Wilhelm Molden (* 30. Mai 1886 in Wien; † 11. August 1953 ebenda) war ein österreichischer bürgerlich-liberaler bis liberal-konservativer Journalist, Historiker und Diplomat. Er war Wiederbegründer, Chefredakteur und Herausgeber der Tageszeitung Die Presse.

## Leben
Molden wurde 1886 als Sohn des Journalisten und Publizisten Berthold Molden (1853–1942), Balkanberater des Außenministeriums, und dessen Frau, Berta (1856–1935), geb. Edlinger, in Wien geboren. Er besuchte Gymnasien in Wien XIX (Döbling) und im südböhmischen Prachatitz. Danach studierte er Jus, Geschichte und Archäologie an den Universitäten Wien und Berlin. 1911 wurde er in Wien mit der Dissertation Die Orientpolitik des Fürsten Metternich 1829–1833 zum Dr. phil. promoviert.
1911 wurde er Honorardozent an der Eötvös-Loránd-Universität in Budapest; er beschäftigte sich mit österreichischer Orientpolitik und betreute die Tagebücher von Jakob Philipp Fallmerayer mit. Von 1914 bis 1919 war er wissenschaftlicher Mitarbeiter der Kommission für Neuere Geschichte Österreichs. Im Juni 1916 wurde er zum Landsturm eingezogen, ab August 1916 leistete er im k.u.k. Niederösterreichischen Infanterie-Regiment Hoch- und Deutschmeister Nr. 4 Kriegsdienst. Es folgte die Beurlaubung, am 1. Februar 1917 wurde er als Vertreter des Telegraphen-Correspondenzbureaus an die k.u.k. österreichisch-ungarische Gesandtschaft in Kopenhagen versetzt, deren Geschäftsträger Otto von Franz war. Nach dem Ersten Weltkrieg, im Frühjahr 1919, wurde er Presseattaché unter Franz in Den Haag. Einsparungen führten noch im Herbst zu seiner Entlassung.
1921 wurde er Redakteur für Politik der Neuen Freien Presse, deren stellvertretende Chefredaktion er von 1924 bis 1938 übernahm. Überdies war er Präsident der Volksbüchervereinigung „Zentralbibliothek“ und ab 1930 Kommentator der RAVAG. Er betätigte sich auch im Österreichisch-deutschen Volksbund und verantwortete von 1925 bis 1933 den „Vertraulichen Informationsdienst Molden“. 
Ab 1933 galt er als Gegner des Nationalsozialismus und des „Anschlusses“ Österreichs, was danach zur Entlassung führte. Mit seinem Sohn wurde er 1938 von der Gestapo verhaftet, dann aber wieder auf freien Fuß gesetzt. Im selben Jahr wurde er auf Vermittlung des Freundeskreises Archivar der Wiener Wirtschaftszeitschrift Südost-Echo, wenig später in gleicher Funktion für Europa-Kabel in Amsterdam tätig. In dieser Zeit setzte er sich für Otto Schulmeister ein. Molden wurde mit einem „Ostmark-Verbot“ bedacht, eine Flucht mit seinem Sohn nach Großbritannien missglückte. 1944 war er Gründungsmitglied des „Provisorischen Österreichischen Nationalkomitees“. Vor Kriegsende wurde er erneut (mit seiner Frau) für siebzehn Tage von der Gestapo verhaftet.
1946 gründete er die Wiener Wochenzeitung Presse (ab 1949 Tageszeitung Die Presse; Auflage: 60.000), deren Herausgeber und Chefredakteur er bis zu seinem Tod 1953 war. Danach wurde die Zeitung von seinem Sohn weitergeführt.

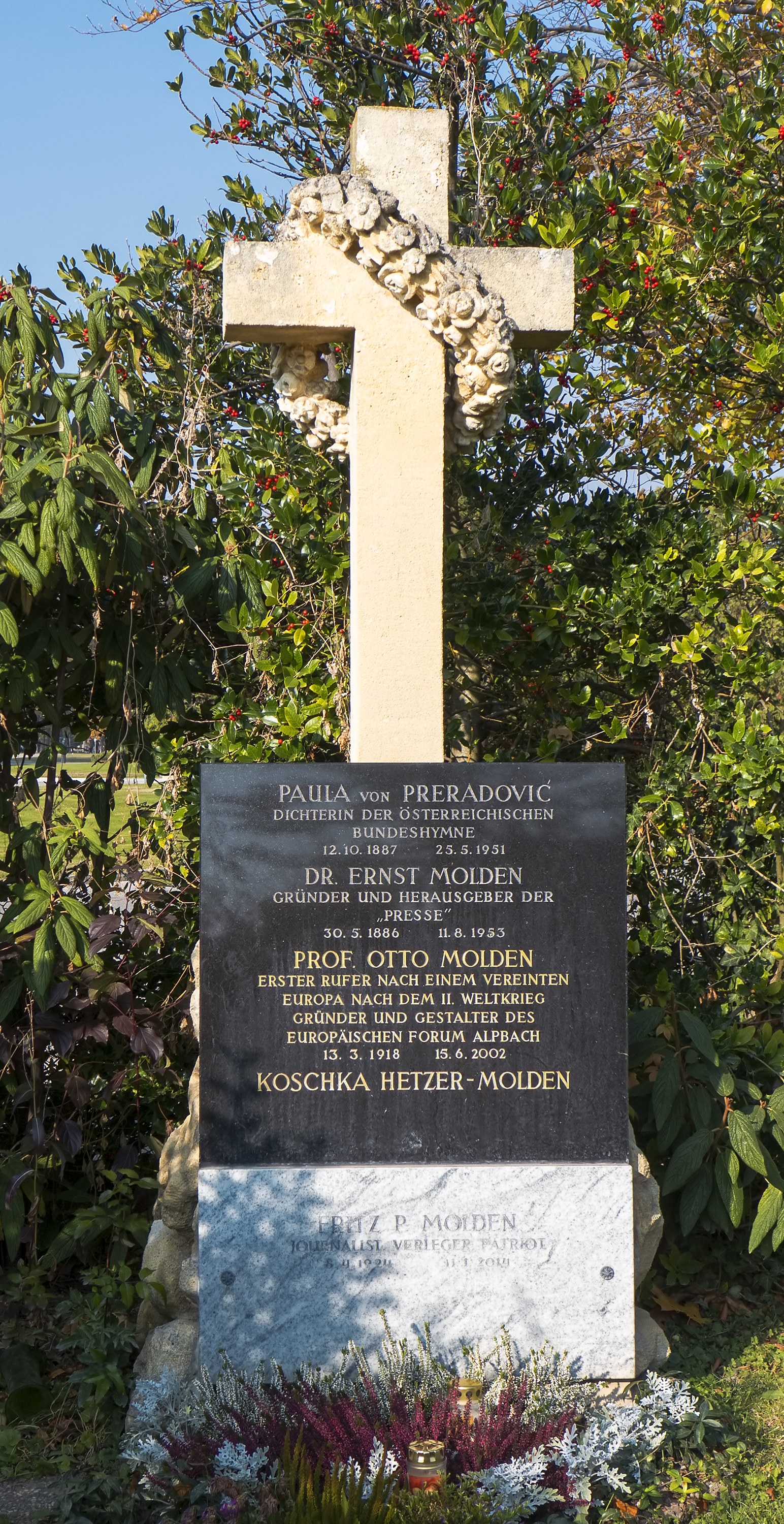
Grabstätte auf dem Wiener Zentralfriedhof

Molden war mit der Schriftstellerin Paula von Preradović (1887–1951), Dichterin der österreichischen Bundeshymne, verheiratet und Vater des Kulturpolitikers Otto Molden (1918–2002) und des Journalisten und Verlegers Fritz Molden (1924–2014) und Großvater des Liedermachers und Schriftstellers Ernst Molden. Sein Onkel mütterlicherseits Anton Edlinger war Chefredakteur der Innsbrucker Nachrichten. Neffe war der Historiker Nikolaus von Preradovich. Er ruht in einem Ehrengrab auf dem Wiener Zentralfriedhof (Gruppe 32 C, Nummer 42) neben seiner Gattin.

## Werke
- Die Orientpolitik des Fürsten Metternich 1829–1833. Eduard Hölzel Verlag, Wien u. a. 1913.
- (Hrsg. und eingel. mit Hans Feigl): Jakob Philipp Fallmerayer: Schriften und Tagebücher. Fragmente aus dem Orient. Neue Fragmente. Politisch-historische Aufsätze. Tagebücher. 2 Bände, Georg Müller Verlag, München u. a. 1913.
- (Zsgest.): Radetzky. Nach Briefen, Berichten und autobiographischen Skizzen (= Österreichische Bibliothek. Nr. 10). Insel-Verlag, Leipzig 1916.
- Zur Geschichte des österreichisch-russischen Gegensatzes. Die Politik der europäischen Großmächte und die Aachener Konferenzen (= Veröffentlichungen der Gesellschaft für neuere Geschichte Österreichs). Seidel, Wien 1916.
- Ein österreichischer Kanzler. Der Fürst von Metternich (= Österreichische Bibliothek. Nr. 23). Insel-Verlag, Wien 1917.
- (Hrsg.): Paula von Preradović: Gesammelte Gedichte. 3 Bände, Österreichische Verlagsanstalt, Innsbruck 1951 f.

- Band 1: Verlorene Heimat. 1951.
- Band 2: Schicksalsland. 1952.
- Band 3: Gott und das Herz. 1952.

- (Ausgew. und eingel. von Adam Wandruszka): Das Wort hat Österreich. Beiträge zur Geschichte der 2. Republik. Buchverlag der Presse, Wien 1953.